# تاج سونت
تاج سونت (انگلیسی: Crown of sonnets - ایتالیایی: sonnet corona) قالب شعری پیچیده‌ای در برخی زبان‌های اروپایی است. تاج سونت مجموعه‌ای از سونت‌ها است که معمولاً مخاطب یا موضوعی واحد دارند. هر کدام از سونت‌ها به یک جنبه از این موضوع واحد می‌پردازند و با تکرار آخرین بیت سونت قبلی به سونت‌های دیگر می‌پیوندند. همچنین اولین بیت اولین سونت در آخرین بیت آخرین سونت تکرار می‌شود و بدین سان شعر به پایان می‌رسد.